# Фурухольм, Тимо
Ти́мо Фу́рухольм (фин. Timo Furuholm; родился 11 октября 1987 года в Пори, Финляндия) — финский футболист, нападающий клуба «Интер» (Турку). Выступал в сборной Финляндии. После спортивной карьеры — политик от Левого союза, выдвигался на местных выборах 2021 года в Турку и избран депутатом Эдускунты на парламентских выборах 2023 года.

## Клубная карьера
В Виккауслиге Тимо дебютировал в возрасте 16-ти лет, в поединке против «Яро». В то время он являлся самым молодым футболистом, который выходил в матчах высшего дивизиона чемпионата Финляндии. Тем не менее, за «Джаз» Фурухольм провел всего 4 встречи. В поисках игровой практики, в 2004 году он перешёл в другой клуб из своего родного города Пори, «Муслан Салама». В новой команде Тимо быстро стал ключевым игроком, забив в 21 матче 17 мячей. Бомбардирские таланты нападающего не остались без внимания, со стороны более именитых финских клубов, и в 2005 году Тимо перешёл в «Интер» из Турку.
В новой команде Фурухольма преследуют травмы. В сезоне 2007 года он принял участие всего в 14-ти матчах и забил два гола. В следующем Тимо пропустил три месяца из-за травмы колена, на поле он вышел 9 раз, но забивал почти в каждом втором матче.
В сезоне 2009 года Фурухольм окончательно оправился от травм и показал уверенную игру в матчах за «Интере». В 23 играх, он забивает 11 мячей, но получив повреждение в первых турах сезона 2010, Фурухольм пропустил почти весь сезон.
Сезон 2011 года стал самым удачным в карьере Тимо, он забил 22 года в чемпионате, что всего на 1 мяч меньше, чем рекорд установленный Валерием Поповичем и Тиммо Тарккио. Несмотря на отличную результативность и яркий сезон, руководство «Интера» приняло решение не продлевать контракт со «стеклянным» нападающим.
10 января 2012 года, Фурухольм подписал двухлетний контракт с немецким клубом «Фортуной» из Дюссельдорфа. 13 февраля 2012 года в поединке против «Айнтрахта» он дебютировал в Второй Бундеслиге. В сезоне 2011/12 года Фурухольм принял участие в 9 матчах, но голов не забил. По итогам сезона «Фортуна» вышла в Бундеслигу. Из-за высокой конкуренции в линии атаки, Тимо начал чемпионат выступлениями за команду дублеров.
В январе 2013 года Фурухольм на правах аренды перешёл в «Галлешер». 26 января в матче против «Штутгартер Киккерс» он дебютировал за новую команду. В этом же поединке Тимо забил свой первый гол. Летом того же года он подписал полноценный контракт с клубом. В начале 2017 года Фурухольм вернулся в «Интер».

## Международная карьера
В 2010 году Фурухольм получает вызов в сборную Финляндии, на товарищеский матч против сборной Южной Кореи. 10 августа 2010 года в поединке против сборной Латвии он забил свой первый гол за национальную команду.

### Голы за сборную Финляндии
| #   | Дата            | Место               | Противник | Счёт | Результат | Соревнование      |
| --- | --------------- | ------------------- | --------- | ---- | --------- | ----------------- |
| 01. | 10 августа 2011 | Рига, Латвия        | Латвия    | 2:0  | 2:0       | Товарищеский матч |
| 02. | 29 февраля 2012 | Клагенфурт, Австрия | Австрия   | 1:3  | 1:3       | Товарищеский матч |